# フランコ・キオッチョーリ
フランコ・キオッチョーリ（Franco Chioccioli、1959年8月25日 - ）は、イタリア、カステルフランコ・ディ・ソット出身の元自転車競技（ロードレース）選手。伝説的な“カンピオニッシモ”ファウスト・コッピに瓜二つの容貌をもち、「コッピーノ」（小コッピ）の愛称で親しまれた。

## 経歴
14歳から自転車競技を開始するが、18歳のときに腎臓病を患い一旦競技から離れざるを得なくなる。　その後数年間左官職人として生計を立てるが競技に復帰しプロ入り。

1982年から1994年までプロ生活を送り、その間のジロ・デ・イタリアにおいて全て完走を果たしている。1988年のジロ・デ・イタリアでは猛吹雪による低体温症に陥り、暫定首位から6位に転落し苦杯を舐めたものの、1991年には区間3勝を挙げ総合優勝を果たした他、7度の総合ベスト10入りを果たした。
非常に神経質な性格で、調子の悪いときには何度もハンドルやサドルのセッティングをやり直させるため、メカニック泣かせとして知られていた。　

引退後はモビルベッタ・ノースウェーブチームのディレクターを務めた。2年目にイヴァン・クワランタ、パスカル・リシャール等によるチーム補強を成功させ、ジロで区間優勝を得るなどの一定の手腕を発揮したが、シーズン中に辞職してしまった。

現在はFUTURAチームのマネージャー。

## 主な実績
1982年
ジロ・デ・イタリア 総合25位
1983年
ジロ・デ・イタリア 総合15位
 新人賞
1984年
ジロ・デ・イタリア 総合24位
コッパ・アゴストーニ 優勝
ジロ・デル・トレンティーノ 優勝
1985年
ジロ・デ・イタリア
第14ステージ優勝
総合9位
1986年
ジロ・デ・イタリア
第8ステージ優勝
総合6位
1987年
ジロ・デ・イタリア 総合14位
1988年
ジロ・デ・イタリア
第6ステージ優勝
総合5位
1989年
ジロ・デ・イタリア
総合5位
1990年
ジロ・デ・イタリア
総合6位
1991年
ジロ・デ・イタリア
 総合優勝
第15、17、20ステージ優勝
コッパ・サバティーニ 優勝
1992年
ジロ・デ・イタリア:
総合3位
第20ステージ優勝
ツール・ド・フランス
第15ステージ優勝
総合16位
エウスカル・ビシクレタ 総合優勝
1993年
ジロ・デ・イタリア 総合19位
1994年
ジロ・デ・イタリア 総合46位
ツール・ド・フランス 総合42位